# The Wall (Band)
The Wall war eine britische Punkband, die von 1978 bis 1982 existierte.

## Geschichte
Die Band The Wall wurde Ende 1978 von vier Musikern aus Wallsend am Hadrianswall in Nordengland gegründet, die sich an der Kunsthochschule in Newcastle kennengelernt hatten. Drei Songs, die die Band Anfang 1979 an Small Wonder Records in London geschickt hatten, wurden prompt als Single veröffentlicht, die sich sehr gut verkaufte und mehrfach im Radio gespielt wurde.
Ian Lowery, Andy Griffiths und Bruce Archibald brachen daraufhin ihr Studium ab, zogen nach London und gingen mit dem neuen Gitarristen Nick Ward im Juni 1979 als Vorgruppe von Patrik Fitzgerald auf Englandtournee, danach wurde Archibald durch Fitzgeralds Schlagzeuger Rab Fae Beith ersetzt, der auch das Management von The Wall übernahm. Eine zweite Single wurde Anfang August 1979 im Londoner Sound Suite-Studio mit ex-Sex-Pistols-Gitarrist Steve Jones als Produzent aufgenommen. Im Oktober 1979 wurde Sänger Ian Lowery aus der Band geworfen, als er eigenmächtig versuchte den Gitarristen auszutauschen. Lowery gründete daraufhin die Postpunk-Band Ski Patrol.
The Wall gingen im Oktober 1979 mit ihrem neuen Sänger, dem Nordiren Ivan Kelly, auf Englandtournee im Vorprogramm der Angelic Upstarts. Eine neue Single „Ghetto“, produziert von Sham-69-Sänger Jimmy Pursey, folgte im Sommer 1980, danach ging die Band wieder ins Studio um ihr erstes Studioalbum aufzunehmen. Gegen Ende der Aufnahmesession schlug Ivan Kelly zum Entsetzen der Band auf der Straße grundlos einen Rentner zusammen, woraufhin er von der Band sofort gefeuert wurde. Auch Gitarrist Nick Ward stieg aus, so dass The Wall zum Zeitpunkt der Veröffentlichung des ersten Albums nur noch aus Andy Griffiths und Rab Fae Beith bestand.
Andy Griffiths übernahm den Gesang, und im Januar 1981 gingen die beiden mit dem neuen Gitarristen Andy Forbes ins Studio und nahmen neue Songs auf. Polydor nahm The Wall daraufhin unter Vertrag, im April 1981 folgte eine neue Single „Remembrance“ und im Mai 1981 eine Englandtournee im Vorprogramm der Stiff Little Fingers. Mit der neuen Bassistin Claire Bidwell nahm die Band im Herbst 1981 ihr zweites Studioalbum auf, aber wieder verließ während der Aufnahmesession der Gitarrist die Band. Das Album wurde mit einem neuen Gitarristen namens Baz fertiggestellt, im April 1982 veröffentlicht und floppte.
Mitte 1982 löste Polydor den Vertrag mit The Wall auf, die £ 10.000 Abfindung erhielten. Baz und Claire Bidwell verließen die Band. Andy Griffiths und Rab Fae Beith nahmen im September 1982 mit Hilfe des Gitarristen Al Gregg ein letztes Studioalbum „Day Tripper“ auf, das im November 1982 auf einem kleinen Oi Punk-Label erschien. Andy und Rab beschlossen die Band aufzulösen und gaben im kleinen Blue Boy-Club in London ein letztes Abschiedskonzert.
Andy Griffiths studierte Bildhauerei und lebt heute als Künstler in Wales. Rab Fae Beith spielte noch eine Zeitlang Schlagzeug für andere Bands (z. B. UK Subs) und lebt heute in Arizona.
Gitarrist Al Gregg stellte 2007 eine neue Band unter dem Namen The Wall zusammen, die am 11. und 12. August 2007 zwei Konzerte in Blackpool und Stockport gab. Am 5. April 2008 folgte ein weiteres Konzert in Glasgow.

## Diskografie

### Alben
- Personal Troubles And Public Issues (Fresh Records, Dezember 1980)
- Dirges And Anthems (Polydor, April 1982)
- Day Tripper (No Future Records, November 1982)
- The Punk Collection (Captain Oi! Records, Dezember 1998)
- The Wall Live (Captive Records, September 2009)

### Singles
- New Way/ Suckers; Uniforms (Small Wonder Records, April 1979)
- Exchange/ Kiss The Mirror (Small Wonder Records, September 1979)
- Ghetto/ Another New Day; Mercury (Fresh Records, August 1980)
- Remembrance/ Hsi Nao; Hooligan Nights (Polydor, April 1981)
- Hobby For A Day/ 8334; Redeemer (Fresh Records, Juni 1981)
- Epitaph/ Rewind; New Rebel (Polydor, November 1981)
- Plastic Smiles/ Missing Presumed Dead; Victims Of Future Wars (Beilage zum Dirges And Anthems Album, April 1982)
- Day Tripper; Animal Grip/ When I’m Dancing; Castles (No Future Records, November 1982)